# Time Machine (album)
A Time Machine egy dupla lemezes album az instrumentális rockot játszó gitáros Joe Satrianitól. 1993. október 26-án adták ki. Ez egy válogatásalbum.

## Track lista
Az összes számot Satriani írta, kivéve ahol ez jelölve van.

### Első CD
1. "Time Machine" – 5:07
2. "The Mighty Turtle Head" – 5:12
3. "All Alone" – 4:22 ("Left Alone" Billie Holiday + Mal Waldron)
4. "Banana Mango II" – 6:05
5. "Thinking of You" – 3:57
6. "Crazy" – 4:06
7. "Speed of Light" – 5:14
8. "Baroque" – 2:15
9. "Dweller On the Threshold" – 4:15
10. "Banana Mango" – 2:44
11. "Dreaming #11" – 3:37
12. "I am Become Death" – 3:56
13. "Saying Goodbye" – 2:54
14. "Woodstock Jam" – 16:07

### Második CD
1. "Satch Boogie" – 3:58
2. "Summer Song" – 5:01
3. "Flying in a Blue Dream" – 5:24
4. "Cryin'" – 5:54
5. "The Crush of Love" (Satriani, John Cuniberti) – 5:40
6. "Tears in the Rain" – 1:58
7. "Always with Me, Always with You" – 3:21
8. "Big Bad Moon" – 4:57
9. "Surfing with the Alien" – 2:51
10. "Rubina" – 6:44
11. "Circles" – 4:14
12. "Drum Solo" – 2:14 (played by Jonathan Mover)
13. "Lords of Karma" – 5:43
14. "Echo" – 7:49

## Zenészek
- Joe Satriani – basszus, gitár, billentyűsök, ének
- Tom Coster – orgona
- Stuart Hamm – basszus
- Matt Bissonette – basszus
- Doug Wimbish – basszus
- Jeff Campitelli – ütősök, cimbalom, dob
- Gregg Bissonette – dob
- Jonathan Mover – ütősök, dob
- Simon Phillips – dob